# Pseudobradya distinctum
Pseudobradya distinctum is een eenoogkreeftjessoort uit de familie van de Ectinosomatidae. De wetenschappelijke naam van de soort is voor het eerst geldig gepubliceerd in 1968 door Wells.